# William Miller (skoczek o tyczce)
William Waring Miller (ur. 1 listopada 1912 w Dodge City, zm. 13 listopada 2008 w Paradise Valley w Arizonie) – amerykański lekkoatleta, skoczek o tyczce, mistrz olimpijski z Los Angeles z 1932.
Podczas amerykańskich kwalifikacji przed igrzyskami olimpijskimi w 1932 w Los Angeles Bill Graber ustanowił rekord świata w skoku o tyczce wynikiem 4,37. William Miller był drugi z rezultatem 4,30 m. Jednak na igrzyskach to Miller zdobył złoty medal poprawiając rekord olimpijski skokiem na wysokość 4,315 m (był to również jego rekord życiowy), a Graber zajął 4. miejsce.
Poza tym osiągnięciem największym sukcesem sportowym Millera było zdobycie tytułu akademickiego mistrza Stanów Zjednoczonych (IC4A) w 1932 i 1933 (oba razy wspólnie z innymi zawodnikami, w tym Graberem). Był wówczas studentem Uniwersytetu Stanforda.